# Оспедалетто
Оспедалетто (італ. Ospedaletto, вен. Ospedałeto) — муніципалітет в Італії, у регіоні Трентіно-Альто-Адідже,  провінція Тренто.
Оспедалетто розташоване на відстані близько 470 км на північ від Рима, 34 км на схід від Тренто.
Населення — 825 осіб (2014).
Щорічний фестиваль відбувається 1 вересня. Покровитель — Sant'Egidio abate.

## Демографія
Населення за роками:

Станом на 1 січня 2023 року в муніципалітеті офіційно проживало 58 іноземців з 14 країн, серед них 33 громадяни країн Євросоюзу.

## Сусідні муніципалітети
- Азіаго
- Чинте-Тезіно
- Гриньо
- Івано-Фрачена
- П'єве-Тезіно
- Кастель-Івано